# The Pretender
The Pretender ist die erste Single des im Jahr 2007 erschienenen Foo-Fighters-Albums Echoes, Silence, Patience & Grace. Es war erstmals am 3. August 2007 über den iTunes Store erhältlich. Am 7. August wurde die Single zum ersten Mal im Radio gespielt. In den USA hatte das Musikvideo am 20. August auf MTV und MTV2 Premiere. Drei Tage später wurde das Video auch in England zum ersten Mal gezeigt. Die Single erschien am 17. September 2007 als CD Single, CD Maxi Single und 7" Vinyl.

## Entstehung
Während eines XFM-Interviews im Jahr 2007 erwähnte Frontmann Dave Grohl, dass es in The Pretender um politische Rastlosigkeit gehe.

“that’s the thing with lyrics, you never want to give away specifics, because it’s nice for people to have their own idea or interpretation of the song. But, you know, everyone's been fucked over before and I think a lot of people feel fucked over right now and they're not getting what they were promised, and so something to do with that.”

„[etwa:] Die Sache mit Texten ist, dass du nie genaues dazu sagen willst, weil es für jeden schön ist, eine eigene Interpretation von dem Song zu haben. Aber, weißt du was, jeder wurde schon mal betrogen und ich glaub, dass viele Leute sich auch gerade jetzt betrogen fühlen und nicht bekommen, was ihnen versprochen wurde und so, damit hat's was zu tun.“

Außerdem sagte Grohl, dass The Pretender ursprünglich gar nicht für das Album geplant gewesen sei:

“That song didn’t happen until later on in the session. We didn't go into making the record with that song and it happened after we recorded a lot of stuff. Up until that point, I didn’t know if we had a good opening song or not. So after we recorded it, I thought, ‘oh this is perfect, we have the song to open the record’, and it just became everybody's favorite song. … It’s the type of song that I look forward to opening shows with and it came together really easily. We put that song together in, I don’t know, a day, whereas a lot of the other songs we worked on for weeks.”

„[etwa:] Der Song kam erst später zustande. Wir sind nicht mit dem Song ans Aufnehmen herangegangen, er kam erst dazu, nachdem wir schon eine Menge Material aufgenommen hatten. Bis zu diesem Punkt war ich mir nicht sicher, ob wir einen guten Eröffnungssong hatten oder nicht. Aber nachdem wir ihn aufgenommen hatten dachte ich 'oh der ist perfekt, wir haben den Song um die Platte zu eröffnen' und es wurde jedermanns Lieblingssong. … Es ist diese Art von Song mit denen ich in Zukunft unsere Shows eröffnen möchte und es lief alles ganz leicht zusammen. Wir bastelten den Song in einem Tag zusammen, wohingegen wir für die meisten anderen mehrere Wochen gearbeitet hatten.“

## Musikvideo
Beim Videodreh führte Sam Brown Regie.
Im Video spielt die Band den Song in einem Flugzeughangar mit vielen Scheinwerfern an der Decke. Hinter der Band ist eine rote Wand zu sehen. Dann taucht ein Polizist mit Plexiglasschild und Schlagstock auf. Er bleibt an einer etwa 10 m von der Band entfernten schwarzen Linie stehen. Auf seiner Weste steht die Zahl 21. Im weiteren Verlauf des Videos kommen immer mehr Polizisten dazu und stellen sich links und rechts neben dem ersten auf. Eine Kamerafahrt zeigt, dass die Beamten links neben ihm die Nummern 20 – 01 haben. Auf der rechten Seite scheinen ebenso viele Polizisten zu stehen. Man kann also ausrechnen, dass es sich insgesamt um 41 Polizisten handeln muss.
Während des ruhigeren Parts gegen Ende des Lieds rennen die Polizisten auf die Band zu. Kurz bevor sie die Band erreichen, spielt die Band den finalen Chorus. Jetzt scheint die Wand zu explodieren (ähnlich wie im Video zu „American Idiot“ von der amerikanischen Band Green Day) und gibt eine große Menge rotgefärbte Flüssigkeit frei, welche die Polizisten ähnlich einem Wasserwerfer aufhält.

## Das Lied in anderen Medien
- Das Lied gehört zum Tony Hawk's Proving Ground Soundtrack.
- Das Lied ist in der Endsequenz der ersten Folge der 6. CSI: Miami Staffel zu hören.
- Das Lied wurde in einer Sky One Werbung für Prison Break benutzt.
- Das Lied ist als zusätzlicher Inhalt für Guitar Hero III als Download erhältlich[6]
- Ein kurzer Ausschnitt des Videos kommt in der Werbung für den iPod nano vor.
- Das Lied ist in der letzten Szene und im Abspann der 9. Folge Schnöder Mammon (Staffel 1) der Serie Californication zu hören.
- Das Lied ist im Spiel Guitar Hero on Tour Decades enthalten.
- Das Lied wird am Anfang vom Hamburger Tatort-Kommissar Cenk Batu im Tatort Auf der Sonnenseite als CD angespielt, nachdem er eine Chris-de-Burgh-CD aus seinem CD-Player entfernt hat.

## Preise
Bei den Grammy Awards 2008 wurde das Lied in der Kategorie „Best Hard Rock Performance“ ausgezeichnet sowie für die Kategorie „Best Rock Song“ nominiert.

## Kommerzieller Erfolg

### Chartplatzierungen
| ChartsChartplatzierungen       | Höchstplatzierung | Wochen |
| ------------------------------ | ----------------- | ------ |
| Deutschland (GfK)              | 72 (9 Wo.)        | 9      |
| Österreich (Ö3)                | 46 (4 Wo.)        | 4      |
| Schweiz (IFPI)                 | 61 (5 Wo.)        | 5      |
| Vereinigte Staaten (Billboard) | 37 (15 Wo.)       | 15     |
| Vereinigtes Königreich (OCC)   | 8 (33 Wo.)        | 33     |

| ChartsJahrescharts (2007)    | Platzierung |
| ---------------------------- | ----------- |
| Vereinigtes Königreich (OCC) | 73          |

### Auszeichnungen für Musikverkäufe
| Land/Region                  | Auszeichnungen für Musikverkäufe (Land/Region, Auszeichnung, Verkäufe) | Verkäufe  |
| ---------------------------- | ---------------------------------------------------------------------- | --------- |
| Australien (ARIA)            | 6× Platin                                                              | 420.000   |
| Dänemark (IFPI)              | Platin                                                                 | 90.000    |
| Italien (FIMI)               | Platin                                                                 | 50.000    |
| Kanada (MC)                  | Platin                                                                 | 40.000    |
| Mexiko (AMPROFON)            | 2× Platin                                                              | 120.000   |
| Neuseeland (RMNZ)            | 3× Platin                                                              | 90.000    |
| Spanien (Promusicae)         | Gold                                                                   | 30.000    |
| Vereinigte Staaten (RIAA)    | 2× Platin                                                              | 2.000.000 |
| Vereinigtes Königreich (BPI) | 2× Platin                                                              | 1.200.000 |
| Insgesamt                    | 1× Gold · 18× Platin ·                                                 | 4.040.000 |

Hauptartikel: Foo Fighters/Auszeichnungen für Musikverkäufe